# Detlef Radke
Pour les articles homonymes, voir Radke.
Detlef Radke (né le 20 octobre 1956 à Tangerhütte) est un homme politique allemand (CDU) et membre du Landtag de Saxe-Anhalt. 

## Biographie
Après avoir terminé ses études en 1973, Detlef Radke effectue d'abord un apprentissage de 1973 à 1975. Il étudie ensuite de 1977 à 1980 au FH Wernigerode. Entre 1981 et 1989, Radke est chef de département d'un LPG. En 1989, il était président du LPG à Demker. Il est travailleur indépendant depuis 1990. 
Radke est protestant, marié et a deux enfants et un petit-fils. 

## Politique
Detlef Radke rejoint la CDU en 1991. Il est maire de Weißewarte depuis 1995. Radke est membre du conseil d'arrondissement de Stendal depuis 1999. Radke est président de l'association locale CDU de Weißewarte depuis 2001. 
En avril 2002, Radke est élu au Landtag de Saxe-Anhalt pour la 5e circonscription (Genthin). Lors de la législature suivante, il est de nouveau membre du Landtag. Là, il est membre de la commission des finances, de l'alimentation, de l'agriculture et des forêts, de la commission du développement régional et des transports et de la commission des affaires intérieures. 